# St. Jakob (Sportzentrum)

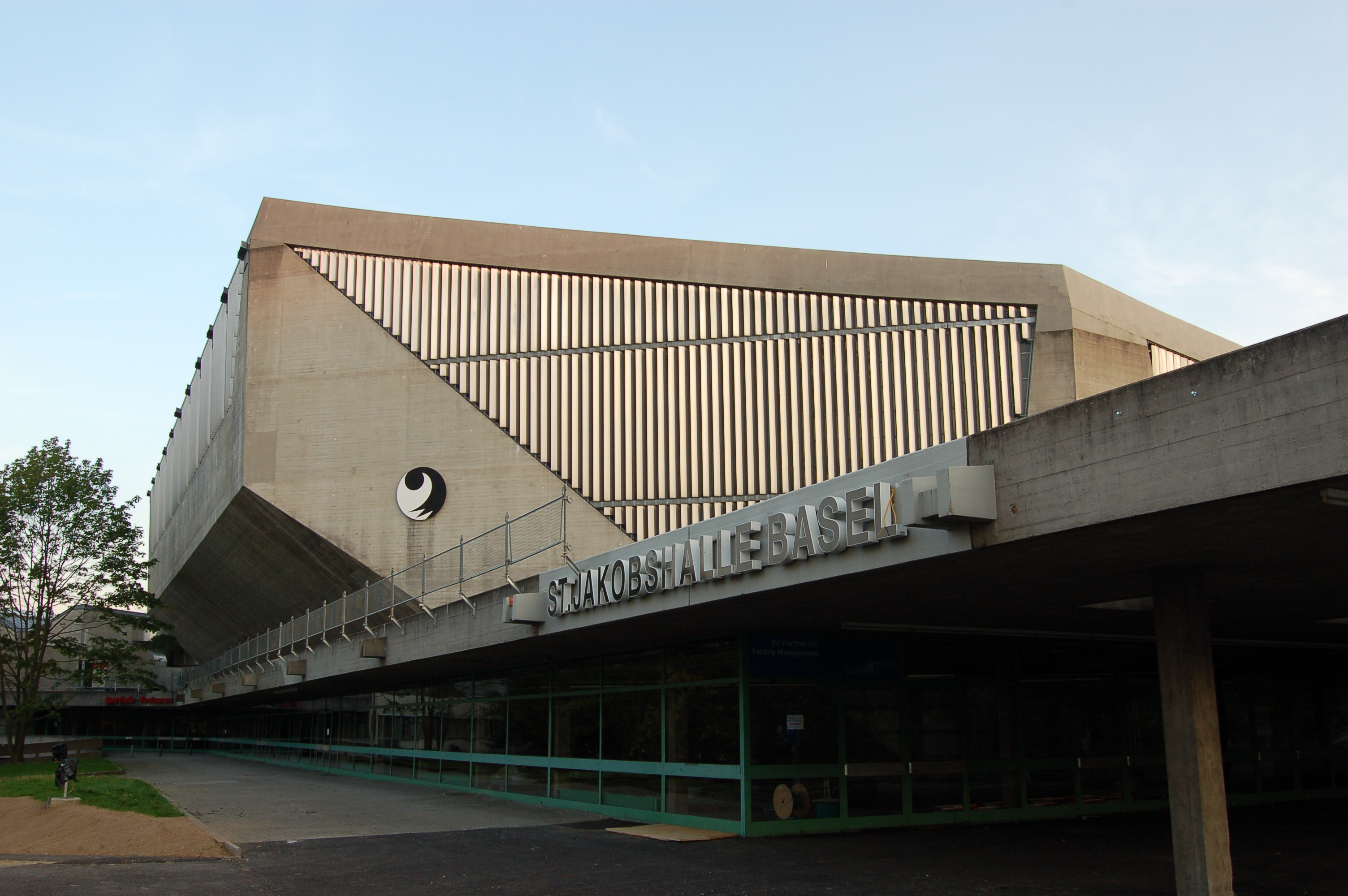
St. Jakobshalle, Mehrzweckhalle, vor der Sanierung von 2018

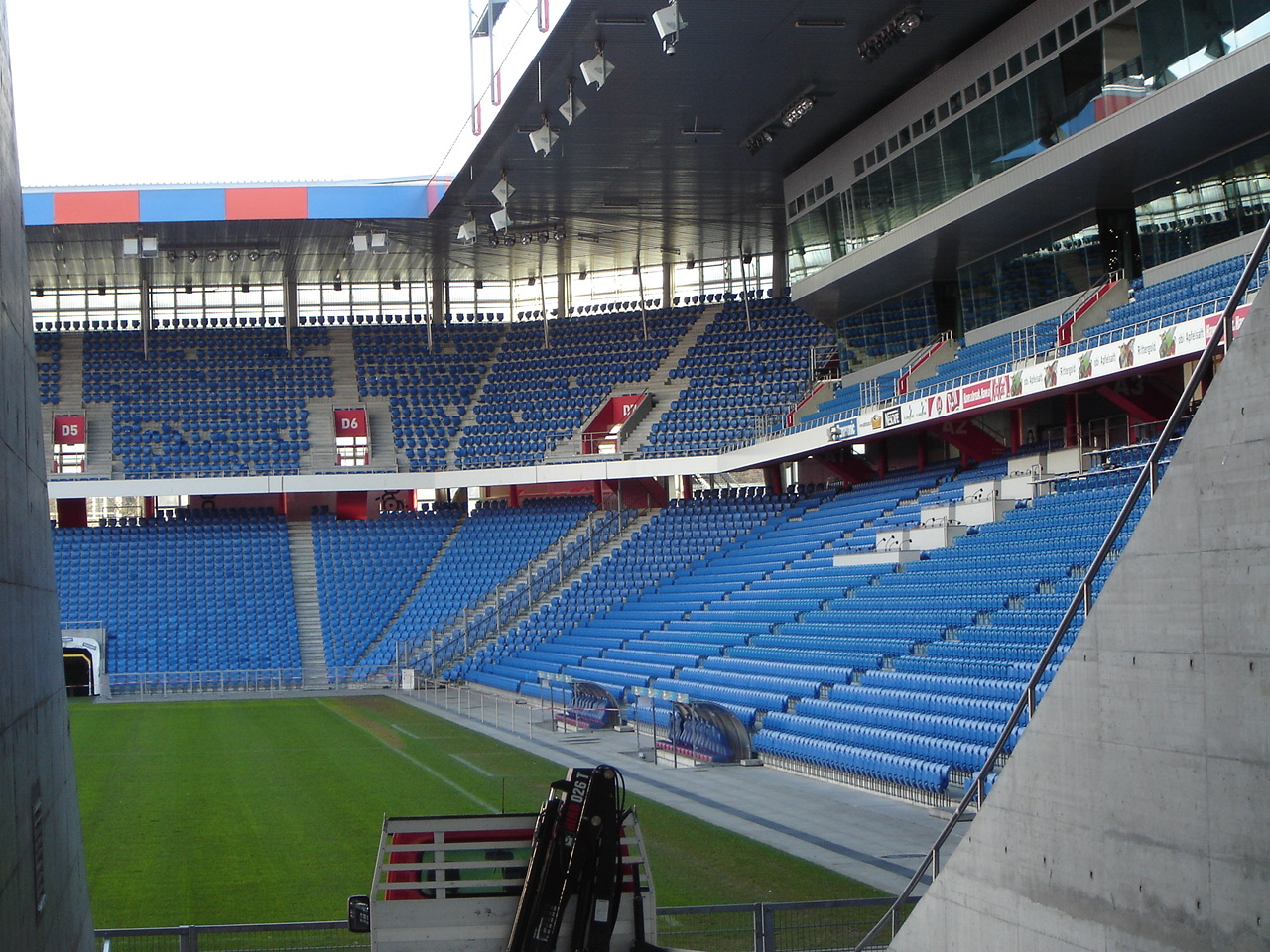
Stadion St. Jakob-Park – Innenansicht

Das Sportzentrum St. Jakob ist die grosse Sportstätte in Basel, in der nicht nur die meisten nationalen und internationalen Sportereignisse der Stadt stattfinden, sondern die auch dem vielseitigen Breitensport dient. Sie steht grösstenteils im Eigentum der Stadt Basel, die auch die Anlagen verwaltet und betreibt.
Im lokalen Dialekt wird St. Jakob jeweils Joggeli [ˈjɔɡːəlɪ] genannt. Dies gilt für alle Sportanlagen und die gesamte Lokalität bei St. Jakob an der Birs, insbesondere aber für das Fussballstadion (sowohl das alte als auch das neue).

## Lage
Das Sportareal befindet sich auf dem Gebiet des ehemaligen Schlachtfelds der im Jahre 1444 geschlagenen Schlacht bei St. Jakob an der Birs im Norden der Brüglinger Ebene. Nur das Fussballstadion liegt auf Stadtbasler Boden (8 %); der weitaus grösste Teil der Anlagen liegt auf direkt angrenzenden Gebiet der Gemeinde Münchenstein. Die Pferdesportanlage Schänzli in Muttenz belegt einen weiteren Teil des Areals (11 %).

## Infrastruktur

### St. Jakob-Park
Der ganz im Norden des Areals befindliche und von Herzog & de Meuron entworfene St. Jakob-Park, die Heimspielstätte des FC Basel, ist das grösste Fussballstadion der Schweiz. Es fasste beim Neubau 33'330 Plätze (inklusive Stehplätze) oder 31'500 Sitzplätze. Für die EM 2008 wurde die Kapazität des Stadions durch den Bau eines zusätzlichen Balkons auf der Bahndammseite und das Zusammenrücken der Stühle auf 42'500 Plätze erweitert. Nach der EM rückte man die Stühle wieder weiter auseinander, was zu der aktuellen Kapazität von 38'512 Plätzen führte. Das ehemalige Stadion, das dem Neubau weichen musste, hiess St. Jakob-Stadion.

### St. Jakobshalle
Südlich des Fussballstadions, getrennt durch Hauptstrasse und Tramlinie, steht die von Giovanni Panozzo im Jahr 1975 fertiggestellte St. Jakobshalle. Der multifunktionale Gebäudekomplex umfasst eine Arena mit Platz für bis zu 12'400 Zuschauer sowie fünf kleinere Hallen, die für Sportarten und Veranstaltungen unterschiedlichster Art genutzt werden können. Daran angebaut ist die Sporthochschule St. Jakob mit dem Departement für Sport, Bewegung und Gesundheit der Universität Basel.

### St. Jakob-Arena
Die im Jahr 2002 eröffnete St. Jakob-Arena ist eine multifunktional nutzbare Eissporthalle mit Platz für 6612 Zuschauer. Sie liegt südlich der St. Jakobshalle und ist die Heimspielstätte des Eishockeyvereins EHC Basel.

### Sportanlage St. Jakob
Die seit den 1930er Jahren entstandenen Aussenanlagen der Sportanlage umfassen heute:
- 1 Leichtathletikstadion
- 16 Rasensportfelder; davon achtmal 103 × 68 m; sechsmal 100 × 64 m
- 2 Kunstrasenfelder
- 1 Rugbyfeld; 100×68,4 m
- 4 Tennisplätze
- 4 Kombiplätze; zweimal 22 auf 44 m; zweimal 42 auf 58 m
- 7 Beachvolleyballfelder
- 1 Beachsoccerfeld

### Gartenbad St. Jakob

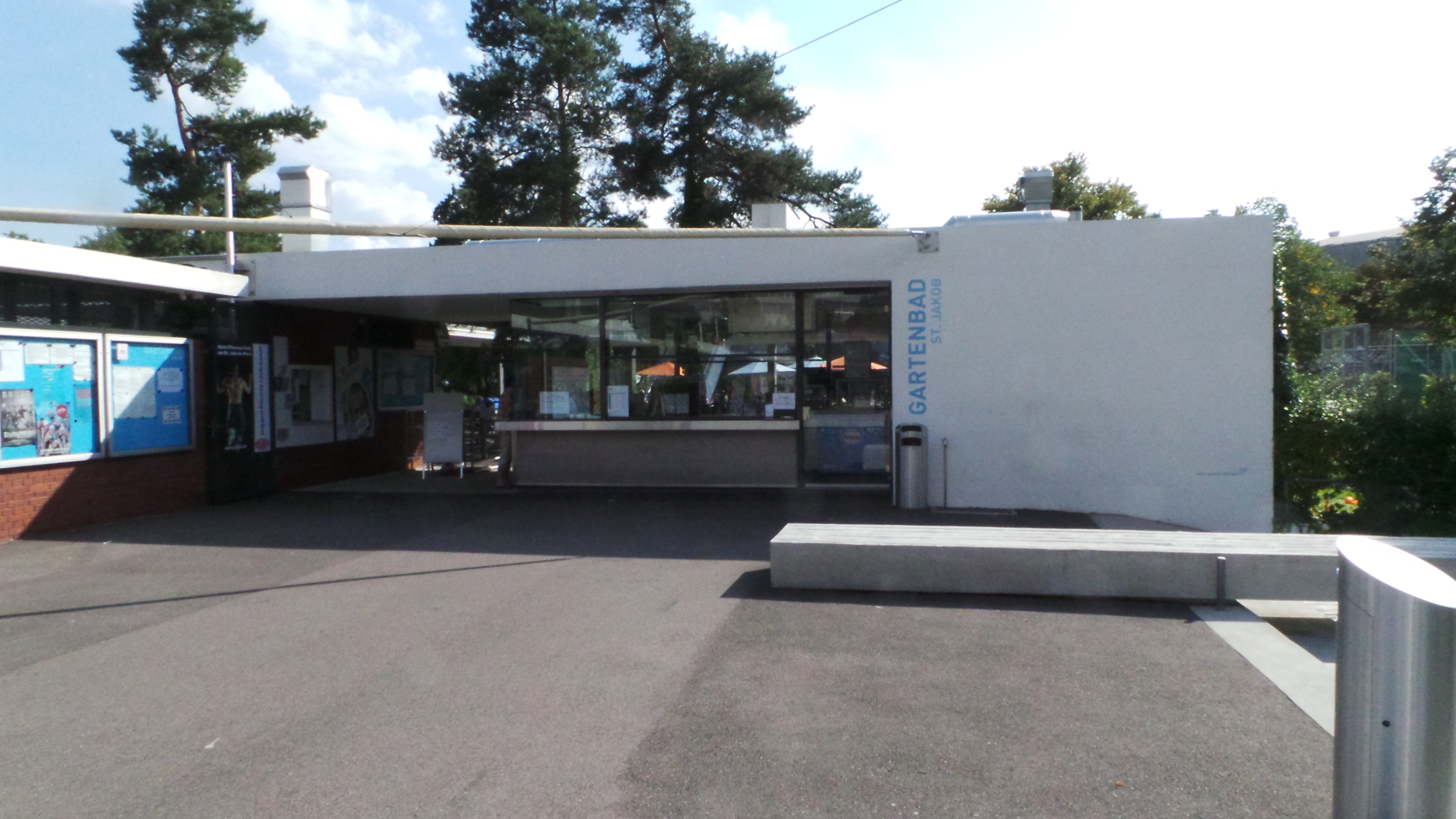
Eingang zum Gartenbad Joggeli

Das Gartenbad St. Jakob entstand nach Plänen der Architekten Rasser und Vadi und wurde 1955 eröffnet. Es finden dort Schwimmwettkämpfe, Beachvolleyball-Turniere und vieles mehr statt. Jährlich wird auch das «Kino am Pool» und das «Nautilus Festival» durchgeführt.
Daten:
- Gesamtfläche 45'150 m²
- Rasenfläche 39'000 m²
- Bassinfläche 5000 m²
- Wiesenfläche 5500 m²
- Sandfläche in der Wiese 750 m²
- Familienbecken
  - 1131 m²
  - Tiefe 2,0–3,5 m
  - Beleuchtung
- Nichtschwimmerbecken
  - 1024 m²
  - Tiefe 0,6–1,2 m
  - Röhrenrutschbahn
  - Beleuchtung
- Wettkampfbecken
  - 1263 m²
  - beheizt
  - Tiefe 2,0–5,0 m
  - Sprungturm
- Planschbecken
  - Tiefe 0–0,4 m

### Pferdesportanlage Schänzli
In Muttenz befinden sich eine Sand-Trabrennbahn mit Zuschauertribüne, die höchsten internationalen Anforderungen entspricht, sowie Anlagen für Dressur, Fahren und Springen sowie feste Geländesprünge für Vielseitigkeitsprüfungen. Angeschlossene ist ein Gastronomieangebot.
Daten:
- Trabrennbahn
  - Sandbahn 900 m
  - Kurvenüberhöhung 18 %
- Springreiteinrichtungen
  - Grasspringplatz
  - Sand-Abreiteplatz
- Dressurplatz
  - Sand-Dressurviereck
- Zuschauerkapazität
  - 1800 gedeckte Tribünenplätze
  - 10'000 Stehplätze
  - VIP-Tribüne mit 160 Plätzen
- 15 Wettschalter

## Regelmässige Veranstaltungen
- Self-Transcendence 12+24 Stunden-Lauf-Basel (seit 1988)